# Goran Stojanović (handbollsspelare född 1977)

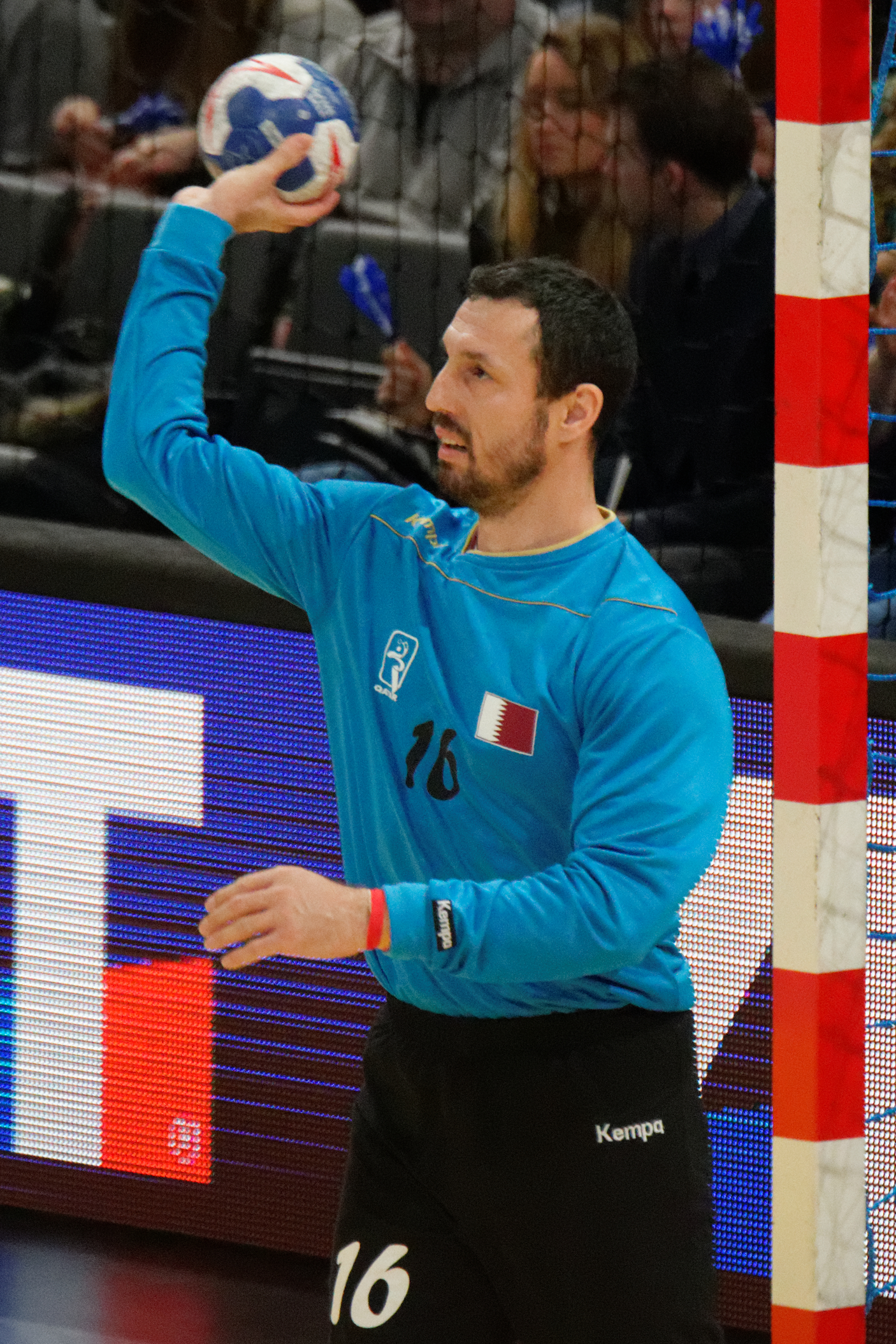
Goran Stojanović, 2016.

Goran Stojanović (serbokroatiska: Горан Стоjановић), 24 februari 1977 i Bar i dåvarande Jugoslavien, är en qatarisk (tidigare montenegrinsk) handbollsmålvakt. Han spelade 10 landskamper för FR Jugoslaviens / Serbien och Montenegros landslag, 43 landskamper för Montenegros landslag och 43 landskamper för Qatars landslag.

## Klubbar
- RK Lovćen (–2004)
- Grasshopper Club Zürich (2004–2005)
- VfL Pfullingen (2005–2006)
- VfL Gummersbach (2006–2011)
- Rhein-Neckar Löwen (2011–2014)
- al-Jaish SC (2014–)